# Agrias submarquei
Agrias submarquei är en fjärilsart som beskrevs av Le Moult 1926. Agrias submarquei ingår i släktet Agrias och familjen praktfjärilar. Inga underarter finns listade i Catalogue of Life.